# Rubén Glaria
Rubén Oscar Glaría (né le 10 mars 1948 à Bella Vista en Argentine) est un joueur de football international argentin, qui évoluait au poste de défenseur.
Il devient ensuite homme politique.

## Biographie

### Carrière footballistique

#### Carrière en sélection
Avec l'équipe d'Argentine, il joue 9 matchs (pour aucun but inscrit) entre 1973 et 1974. 
Il figure dans le groupe des sélectionnés lors de la coupe du monde de 1974.

### Carrière politique
Après sa retraite de joueur de football, Glaria se lance dans le monde de la politique à partir de la fin des années 1980, et participe à la campagne de soutien à Carlos Menem, élu président argentin en 1989.
Membre du Parti justicialiste, il devient ministre des sports de la province de Buenos Aires à partir de 1995 puis maire du partido José Clemente Paz jusqu'en 1999, année où il est remplacé par un groupe rival des justicialistes. Glaria perdit ensuite les élections internes de son parti, avant de créer sa propre faction, le Front Péroniste. Les élections suivantes furent le théâtre d'épisodes violents, de débordements sur fond de rivalités entre factions, avec à la clé des attaques par arme à feu et au couteau, faisant huit blessés.
En 2005, il est candidat au poste de sénateur pour le Partido Nuevo (Partido Nuevo contra la Corrupción, por la Honestidad y la Transparencia).

## Palmarès
Sous les couleurs de San Lorenzo de Almagro, il est Champion d'Argentine à quatre reprises en 1968 (Metropolitano), 1972 (Metropolitano), 1972 (Nacional) et 1974 (Nacional) et vice-champion en 1971 (Nacional) et 1974 (Nacional).